# Förnedrings-TV
Förnedrings-TV, informell benämning på en form av TV-underhållning som blommat ut efter millennieskiftet, och där förödmjukande, förringning och eventuellt kränkning av deltagarna är ett starkt eller rent av bärande inslag. Deltagarna anses frivilligt ha gått med på att medverka och därmed enligt programbolaget förnedra sig i TV-showen, och ofta finns chansen att belönas ekonomiskt eller på något annat sätt med som en motiverande faktor. ,   I Japan har det sedan 1980-talet funnits denna typ av TV-shower, och där har det inte alltid handlat om frivillighet.  Vissa debattörer anser att fenomenet funnits redan på 1980-talet även i Sverige, och då i public service-televisionen.  Förnedrings-TV i västvärlden är en avknoppning av eller en förstärkning av förnedrande moment som finns i dokusåpor som Big Brother och Farmen. Ursprungligen innehöll flertalet dokusåpor moment där det inte kunde undvikas att deltagare ibland "gjorde bort sig" inför TV-tittarna. Programskaparna tog fasta på detta och införde element, till exempel alkohol, som ökade chansen för att fler av deltagarna skulle vanära sig själva fler gånger, och dessa ingrepp från programmakarnas sida innebär att det inte är fråga om reality-TV   En annan av rötterna till förnedrings-TV är de främst amerikanska pratshower där människor visade upp sina privata problem och anklagade och konfronterade familjemedlemmar, släktingar och vänner för allt möjligt inför miljontals tittare.  Ricki Lake Show var ett typiskt sådant program, som förment sade sig vara inriktat på att hjälpa deltagarna, och där det fanns en stor överrepresentation av låginkomsttagare och afroamerikaner bland deltagarna. 
TV-program i genren förnedrings-TV ger inte sällan upphov till skandaler som ägt rum i och utanför programmen, och som blir omskrivna inte bara i skvallerpress och kvällspressutan även i dagstidningar. Detta, i förening med att vissa av deltagarna blir pseudokändisar, har tenderat att öka reklamen för programmet i fråga och därigenom locka fler tittare och generera större reklamintäkter.
Bland de svenska TV-shower som fått stämpeln "förnedrings-TV" finns Sanningens ögonblick , Rent hus,  Grillad, Hjälp, jag är med i en japansk tv-show, Draknästet, Idol 

## Refterenser
1. ↑  För olika definitioner, se Saade, J. & Borgenicht, J. (2004) Handbok för Dokusåpa-wannabes. Bonnier Fakta, Stockholm.
2. ↑  Den amerikanske kolumnisten Tom Alderman har myntat begreppet Shame TV och för ett resonemang om varför vi tittar och varför människor vill delta i showen. Huvudteorin hos experter tycks vara att vi TV-tittare lättare kan acceptera våra egna tillkortakommanden genom att se reality shows och talangtävlingar som (åtminstone inledningsvis) fokuserar mer på dem som gör bort sig än på vinnarna: Shame TV: Why Humiliation Sells on American Idol and Others The Huffington Post, 13 februari 2008.
3. ↑  En av få undersökningar visar emellertid att skadeglädje inte är den dominerande känslan hos tittarna, utan glädje, ilska och skam: Andersson, L. & Svensson, A. (2007) Effekter av Förnedrings-tv i empatisk förmåga och sinnesstämning Arkiverad 14 juli 2007 hämtat från the Wayback Machine.. Kandidatuppsats i psykologi. Högskolan i Halmstad/Sektionen för Hälsa och Samhälle (HOS)
4. ↑  Det skulle vara intressant om man kunde hitta mer information om dessa. I TV-programmet Fönster mot TV-världen som väl fortfarande gick i SVT en bit in på 1990-talet visades en japansk show där ett redaktionsteam letade upp människor som gjort andra illa. En förlupen far som rymt från alla former av underhåll och ansvar spårades upp på begäran av barnets mor. Mannens reaktion när teamet knackade på dörren och frågade om han inte skämdes sändes live. Dessutom har det också länge funnits förnedrings-TV i Japan med frivilliga deltagare.
5. ↑  Anders Björkman: Olsberg var först med förnedrings-TV. Expressen, 19 april 2009
6. ↑  Gränsen mellan det som är chockerande och acceptabelt har hela tiden flyttats, menar Caryn James i en kolumn: Bachelor No. 1 And the Birth Of Reality TV. The New York Times, 26 januari 2003.
7. ↑  Aftonbladet-Nöjesbladet: Läsarna: Detta är förnedrings-TV. 15 maj 2008
8. ↑  TV4 Nyhetsmorgon Marléne Eriksson och Marie-Louise Danielsson Tham om svenska lortgrisar. Arkiverad 21 maj 2009 hämtat från the Wayback Machine.
9. ↑  TV4.se: Hjälp! Jag är med i en japansk tv-show samt Anna Book: Jag blev jätteledsen. Arkiverad 15 april 2009 hämtat från the Wayback Machine.
10. ↑  Åsa Forsberg: Idol-Lars: "Förnedrings-tv" Sista kuppen - vägrade sjunga